# فاطمة زهرة قسنطيني
فاطمة زهرة أوهاتشي- فيِسِيلي، (ولدت باسم قسنطيني)، أول امرأة جزائرية تتولى في الفترة بين 1995 و2004 منصب المقررة الخاصة للأمم المتحدة المعنية بالنفايات السامة. قبل توليها هذا المنصب، عملت كمقررة خاصة في اللجنة الفرعية لمنع التمييز وحماية الأقليات بين عامي 1989 و1994

## مسيرتها المهنية
كانت قسنطيني تعمل ضمن اللجنة الفرعية لمنع التمييز وحماية الأقليات عندما عُينت مقررة خاصة معنية بحقوق الإنسان والبيئة عام 1989. واطلقت في عام 1990 تحقيقًا استمر أربع سنوات بشأن حقوق الإنسان البيئية وذلك لصالح لجنة الأمم المتحدة لحقوق الإنسان. وبعدما انتهت من بحثها في عام 1994، قدمت ما خلصت إليه من نتائج وشاركت في التوقيع على مشروع إعلان المبادئ بشأن حقوق الإنسان والبيئة.
وفي عام 1995 ، أصبحت قسنطيني المقررة الخاصة للأمم المتحدة المعنية بالنفايات السامة. ومنذ بداية فترة ولايتها، جمعت معلومات عن الآثار الصحية للتخلص من النفايات السامة. وبعد تقديم تقريرها عام 1997، انتقدت قسنطيني المفوضية السامية للامم المتحدة لحقوق الإنسان لعدم تزويدها بالتمويل اللازم لإجراء أبحاث ميدانية. وبعد إعادة تعيينها عام 1998، بدأت فسنطيني في وضع مقترحات بشأن القضاء على التخلص من النفايات السامة في البلدان النامية. وبدأت ولايتها الأخيرة كمقررة خاصة في عام 2001 وانتهت في عام 2004.
وخارج إطار عملها كمقررة خاصة، كانت قسنطيني رئيسة فريق العمل المعني بأشكال الرق المعاصرة في عام 1991.

## حياتها الشخصية
كانت قسنطيني متزوجة من السيد أوهاتشي-فيسيلي.